# Toyohashi (Aichi)
La ciudad de Toyohashi (豊橋市 Toyohashi-shi?) es una ciudad localizada al este de la prefectura de Aichi. Tiene un área de 261,26 km² y una población de 379.830 habitantes (2005). La ciudad fue fundada el 1 de agosto de 1906.

## Geografía
Se encuentra al este de la bahía de Mikawa y posee el puerto más importante del país en cuanto a la importación y exportación de automóviles de diversas marcas como Toyota, Mitsubishi, Suzuki, Daimler-Chrysler, Ford, Audi, Porsche y Volkswagen; su gran capacidad es comparada con el puerto alemán de Bremerhaven. La ciudad es una gran productora de calabaza y de codornices a nivel nacional. También posee una playa donde las tortugas de mar desovan por temporadas.

## Cultura
Entre las principales atracciones de la ciudad están el castillo de Yoshida, las ruinas de Urigo, el edificio municipal de la ciudad, entre otros. La ciudad posee una gran cantidad de parques y celebra diversos festivales, entre los que sobresale el Festival de Toyohashi.
La gastronomía local incluye el chikuwa, el dulce de arroz Gohei y huevos de codorniz.